# Erich Burck
Erich Wilhelm Burck (ur. 30 listopada 1901 w Grimmie, zm. 10 stycznia 1994 w Kilonii) – niemiecki filolog klasyczny.
Był profesorem uniwersytetu w Kilonii i długoletnim redaktorem czasopisma "Gnomon Kritische Zeitschrift für die Gesamte Klassische Altertumswissenschaft". Wydał listy Horacego, był autorem słynnych studiów dotyczących Historii Liwiusza i dzieła Das  römische Epos (1979).